# Han van Gessel
Han van Gessel (3 oktober 1941 – Amsterdam, 21 juli 2013) was een Nederlands journalist, redacteur en auteur. Hij was van midden jaren zeventig tot aan de eeuwwisseling een gezichtsbepalende redacteur van de Volkskrant, waarvoor hij van 1965 tot 2002 werkte. Van Gessel leidde 15 jaar lang de onderwijsredactie en was toen een van de mensen die de hoofdredactionele commentaren schreef. In 1988 bedacht hij de non-fictiebijlage Folio en werd 'chef boeken', eerst als chef van Folio en daarna als chef van het algemene boekenkatern Cicero.
Samen met toenmalig adjunct-hoofdredacteur Bert Vuijsje was Han van Gessel de grondlegger van het Volkskrant-stijlboek. Tevens was hij enige tijd lid van de Raad voor de Journalistiek. In de jaren voor zijn pensionering was Van Gessel nauw betrokken bij de oprichting van de masteropleiding journalistiek aan de Universiteit van Amsterdam.
Van Gessel geldt als grondlegger van het Groot Dictee der Nederlandse Taal, waarvan hij van 1992 tot 2003 de auteur was (de laatste drie jaar in coauteurschap met Bas van Kleef). Oorspronkelijk bedacht Van Gessel het dictee voor de krant.
Hij werd begraven op begraafplaats Zorgvlied.